# Parastegophilus
Parastegophilus (Парастегофілус) — рід риб з підродини Stegophilinae родини Trichomycteridae ряду сомоподібні. Має 2 види. Наукова назва походить від грецьких слів para, тобто «поза чимось», stego — «покривати», phileo — подібний.

## Опис
Загальна довжина представників цього роду коливається від 5,4 до 6 см. Голова помірно широка, сплощена зверху. Очі доволі великі. Є 2 пари крихітних вусів. Рот широкий. Тулуб стрункий, подовжений. Спинний плавець маленький, трохи витягнутий. Жировий плавець відсутній. Грудні й черевні плавці маленькі. Анальний плавець подовжений. Хвостовий плавець витягнутий, розрізаний, з широкими лопатями.
Забарвлення чорне або коричневе з повздовжними світлими смугами.

## Спосіб життя
Це бентопелагічні риби. Тримаються річок з середньою течією і піщаних ґрунтів. Ведуть паразитичний спосіб життя. Нападають на великих пласкоголових сомів, проникають в їхні зяброві щілини, де міцно присмоктуються до зябрових пелюсток.

## Розповсюдження
Мешкають у басейнах річок Парана та Уругвай — у межах Бразилії, Аргентини.

## Види
- Parastegophilus maculatus
- Parastegophilus paulensis